# 차이텐 화산

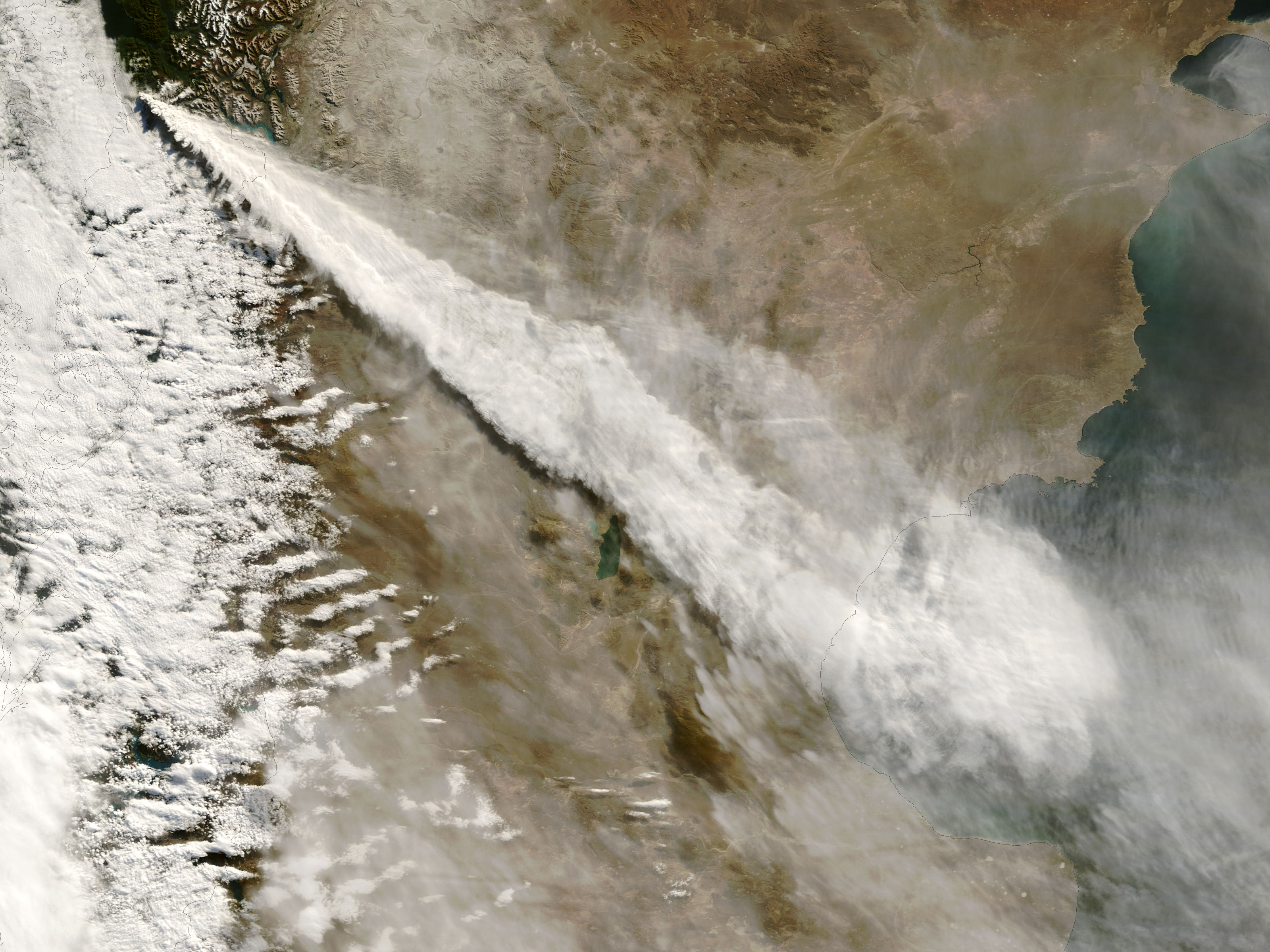
차이텐 화산이 2008년에 분화할 때 날아간 화산재 위성사진. 화산재가 아르헨티나를 건넜다.

차이텐 화산(Chaiten Volcano)은 칠레의 로스라고스에 있는 해발 1,122m의 작은 화산으로, 용암 돔과 외륜산으로 구성되어 있다. 이 화산은 2008년에 분화하였는데, 그 당시 푸예우에 산과 같이 화산재 속에서 번개가 일어나 장관을 펼쳐냈다. 또 그 주변이 완전히 화산재로 덮혔고 지금도 그 흔적이 남아있다. 또 분화구는 용암 돔으로 구성되었고, 그 용암 돔에서는 아직도 증기가 나온다. 용암 돔이 분출하는 증기는 양이 많아 하늘에서 헬기를 타고 구경할 수 있다. 실은 칼데라이다.